# 灰毛棒果芥
灰毛棒果芥（学名：Sterigmostemum incanum）为十字花科棒果芥属下的一个种。产于新疆的多年生草本植物。

## 扩展阅读
- 維基物種上的相關：灰毛棒果芥